# Tenuipalpus berkheyae
Tenuipalpus berkheyae är en spindeldjursart som beskrevs av Meyer 1993. Tenuipalpus berkheyae ingår i släktet Tenuipalpus och familjen Tenuipalpidae. Inga underarter finns listade i Catalogue of Life.